# Ocinara abbreviata
Ocinara abbreviata är en fjärilsart som beskrevs av Wolfgang Dierl 1978. Ocinara abbreviata ingår i släktet Ocinara och familjen silkesspinnare. Inga underarter finns listade i Catalogue of Life.